# اچ‌ام‌اس بورفورد (۱۷۵۷)
اچ‌ام‌اس بورفورد (۱۷۵۷) (به انگلیسی: HMS Burford (1757)) یک کشتی بود که طول آن ۱۶۲ فوت (۴۹٫۴ متر) بود. این کشتی در سال ۱۷۵۷ ساخته شد.